# 901KM
901km ("Девятьсот Первый") — российская рок-группа, играющая мелодичную альтернативную музыку с элементами ню-металла и отголосками рэпкора.
 "Зачатие группы «Девятьсот Первый», первоначально носившей имя, а точнее фамилию писателя Чарльза Буковски, и более полно отражающее одну из основных задумок основателей коллектива – тексты должны быть интересны и близки слушателю, в чём-то возвышены, а в чём-то полны цинизма, как и произведения великого автора, случилось в уже сравнительно далёком 2012 году."  Портал "Musecube".

## История
История группы «901km» начинается летом 2012 года в городе Ульяновск, когда будущий фронтмен группы Кирилл Кузнецов начинает искать музыкантов для создания команды, целью которой стало бы умение сочетать в своём творчестве жёсткие, альтернативные рифы и близкие для понимания, имеющие смысл, тексты. Поддержку своим творческим идеям он находит в лице гитариста Александра Курнова. Команду безымянной группы дополняют Данил Осадчий (бас-гитара, бэк-вокал), Валентин «Веня» Драгунов (гитара) и Андрей «Зилибек» Прохоров (ударные), сформировав постоянный состав только весной 2013 года.
Официальным днём рождением группы становится 1 июля 2013 года, когда во время подготовительной работы над дебютным клипом, благодаря одноимённому месту, недалеко от которого планировались предстоящие съёмки, группа получает своё нынешнее название.
В ноябре 2013 года коллектив записывает кавер на песню "Облака" группы Ляпис Трубецкой. Кавер оказывается в первой пятёрке композиций, отобранных и одобренных «ляписами» для включения в их будущий официальный Трибьют-альбом.
Первое живое выступление «Девятьсот Первого» состоится 30 марта 2014 года.
В мае 2014 года композиция группы под названием «Вечный» занимает первое место в номинации «Alternative & Nu Metal» на конкурсе "GENERATION-2014", организованном крупнейшим русскоязычным BitTorrent-трекером Rutracker.org.
В июне 2014 года, команда принимает участие в Благотворительном Фестивале «Город без наркотиков».
1 июля 2014 года, в первый день рождения, группа презентует своё второе видео – клип на песню «Ты снова одна». Съёмки клипа проходили в Карелии: в горном парке Рускеала, на Рускеальских водопадах (на которых снимали фильм "А зори здесь тихие" 1972 года) и на улицах Санкт-Петербурга . Почти сразу клип появляется в эфире телеканала Teen TV, телекомпании Первый ТВЧ . Барабанная партия для видеоверсии трека перезаписывается экс-барабанщиком группы  Бони НЕМ Андреем Кротовым.
15 июля 2014 года на студии Soyuz-Music выходит сборник Lyapis Crew ТРУбьют, на котором, ранее выбранный кавер «Девятьсот Первого», разделяет пластинку с Бастой, Noize MC, 7000$, Сергеем Бабкиным (5'nizza), Бумбокс, Пионерлагерь Пыльная Радуга и др.
Летом того же года, в результате сотрудничества с российской рок-группой Год Змеи, состоится релиз сингла «Идущий до конца» .
 "Песня мне понравилась. Как сыграно всё хорошо – мне понравилось. Я говорю о профессиональных вещах каких-то: постановка композиции песни и так далее. Как сыграно, также как спето. Подача. Мне главное понравилось, что есть энергия – всё по-чесноку. Всё энергично. Честно…"  Илья Чёрт (Пилот) о песне "Идущий до конца".
В ноябре 2014 года «Девятьсот Первый» принимает участие в съёмках телевизионного проекта «Новое Движение». Благодаря положительным оценкам таких музыкантов как Сергей Галанин (СерьГа), Mikki Chixx (Stoneman) и Артур Беркут (ex-Ария) группа попадает в полуфинал конкурса , однако единогласным решением продюсера проекта Кима Брейтбурга в финал не проходит.
 "Я всё-таки сторонник того, чтобы рок музыка сочеталась с нашим родным языком. Силу русских словосочетаний нельзя игнорировать. Слова и мелодия должны быть в равных пропорциях по важности /.../ Мне показалось интересным то, о чём ребята поют. 
Лично мне подобные темы близки.."  Сергей Галанин о песне "Идущий до конца".
Треки группы попадают в постоянную ротацию «НАШЕ 2.0» . 24 ноября 2014 года там же состоится презентация сингла «Е.Б.», посвящённого порнозвезде Елене Берковой, которая поддерживает релиз в соц.сетях .
Осенью 2015 года "901km" даёт совместный концерт с группой Год Змеи. В том же году композиция «Ты снова одна» звучит на радиостанциях Наше Радио и Радио России. На Радио России также звучит песня «Идущий до конца».
В 2016 году команда подписывает договор с музыкальным лейблом «Soyuz-Music» , в результате чего песни группы теперь можно послушать на «Яндекс.Музыка» , а также купить на всех музыкальных платформах ,.
В 2016 году команда подписывает договор с музыкальным лейблом «Soyuz-Music» [15], в результате чего песни группы теперь можно послушать на «Яндекс.Музыка» [16], а также купить на всех музыкальных платформах.
В марте 2016 года, в рамках работы над первым альбомом, группа приглашает к сотрудничеству известную рок-вокалистку Ксению Сидорину (Блондинка Ксю) для рекуперации своей старой композиции о вампирах "Вечный". 
21 июня на канале «StarPro» состоится презентация третьего видеоклипа группы «Выход 21»  - ремейка одного из клипов Сержа Танкяна (System of a Down). Работа над видео, длившаяся без малого год, не обходится без инцидентов:
 "В ходе основных съёмок группе надо было снять сцену в аэропорту. Выяснили у юристов, что ограничение на съёмку там касается лишь «контролируемой зоны» - рабочей территории, куда посторонние просто не допускаются. То есть, съёмка в холле и зале ожидания законом не запрещена и официального разрешения не требует. Но у службы охраны международного аэропорта на этот счёт оказалось другое мнение. Понять их можно: девушка с большим, но пустым жёлтым чемоданом, а вокруг люди с камерами и бородатые мужчины – участники группы. Пока вокалист пытался урегулировать вопрос с секьюрити, операторы старались выхватить нужные кадры. Охрана вызвала на подмогу полицию, и та приехала почти сразу. Но один из блюстителей порядка – бывалый усатый «коп» - пришёл вдруг на помощь группе. Выяснилось, что один из операторов когда-то снимал свадьбу его дочери."  Журнал "Все Звёзды".
В третий день рождения команды, 1 июля 2016 года, на лейбле «Soyuz-Music» выходит дебютный альбом "901km" под названием «1» («Первый»), рецензии на который публикуют многие актуальные музыкальные издания и интернет-ресурсы. Помимо Блондинки Ксю звёздным гостем альбома становится Слава Соколов - вокалист группы Amatory, записавший вокальные партии для двух песен с пластинки.
Осенью 2016 года группа связывается с Дэвидом Оксом , бывшим аниматором студии Pixar, директором по супервайзингу Cartoon Network Studios, на предмет переозвучания его короткометражного хоррор-мультфильма «Who’s Hungry?» (2009). Получив официальное согласие автора и исходный видеофайл фильма, в канун Дня Всех Святых того же года, группа презентует mashup-видео на песню «Никта».
В 2017 году трек "Идущий до конца" выходит на третьем ежегодном сборнике рок-музыки "СОЮЗ Rock 3", подготовленном студией СОЮЗ и НАШЕ Радио, разделяя его с группами Алиса, Tracktor Bowling, Тараканы!, КняZz, Кукрыниксы, Элизиум и другими. Трек «Никта» звучит в эфире федерального НАШЕ Радио .
Весной 2017 года группа начинает первый тур по российским городам в поддержку дебютного альбома.
В августе 2017 года "Девятьсот Первый" принимает участие в одном из крупнейших российских рок-фестивалей "Тамань - полуостров Свободы", где выступает на одной сцене с такими группами, как Louna, Ария, Сплин, 25/17, Слот, Noize MC, Lumen, Нейромонах Феофан, Eskimo Callboy и многими другими . После выступления на «Тамани» в группе на постоянной основе закрепляется экстрим-вокалист Юра Насос, уже принимавший участие в записи нескольких песен с «Первого» альбома команды, как приглашённый музыкант.
В декабре того же года песня «Вечный», а также другие треки группы звучат в федеральном эфире радио «Маяк» .
Летом 2018 года "Девятьсот Первый" впервые принимает участие в ежегодном музыкальном фестивале «Доброфест», участниками и хэдлайнерами которого в этом году также выступают такие группы как The Exploited, The Hives, НАИВ, Louna, Smash Hit Combo, 25/17, Порнофильмы, Бригадный подряд, Anacondaz, Пилот, Тараканы!, Animal ДжаZ и многие другие. В сентябре этого же года "901km" принимает участие в фестивале «Island Motofest» вместе с группой Слот.
В 2019 году группа выпускает сингл "Музыкой", который становится саундтреком фильмов "Быть молодым" (режиссеры Павел Солдатов, Мила Мясникова) и "Музыка" (режиссер Елена Тарубарова). Летом того же года песня "Идущий до конца" становится неофициальным саундтреком к видеоролику, посвященному российской авиации, набрав сотни тысяч просмотров и став громким инфоповодом для крупных федеральных СМИ.
В 2020 году фиты с участием "901km" выходят на альбоме "Темное добро" рэп-исполнителя Sagath (песня "Дикая жажда") и альбоме "Прощай, молодость" группы "Накипаю" (песня и клип "Патриот"). Также у группы выходит сингл "Ч/Б", посвященный вокалисту группы Linkin Park Честеру Беннингтону.
В 2022 году фронтмен группы Кирилл Кузнецов придумывает идею и начинает работу над созданием рок-фестиваля "Баржа Live", постоянным участником которого становится "901km". Впервые фестиваль состоялся 8 июля 2023 года и собирал более 6 500 зрителей. Хедлайнерами выступают Stigmata и Максим Свобода. Второй фестиваль проходил 25 мая 2024 года и собирал более 11 000 зрителей, представив в качестве хедлайнеров певицу Линду, группы 7000$, Tritia и Wildways. Ведущим фестиваля выступает Сергей Хоббит. 21 июня 2025 года прошёл третий фестиваль собравший около 15 000 человек. Хедлайнерами стали: Мегамозг, Amatory, Братья Грим и The Hatters.

## Состав

### Текущий состав
- Кирилл "Mif" Кузнецов — вокал, тексты
- Александр "Мать" Курнов — гитара, музыка
- Юра Насос — вокал, тексты (с 2017 - по настоящее время)
- Антон Трясин — бас-гитара (с 2014 - по настоящее время)
- Ярослав Чирков — гитара (с 2017 - по настоящее время)
- Роман "Mario" Нестеров — ударные (с 2017 - по настоящее время)

### Бывшие участники
- Андрей "Зилибек" Прохоров — ударные (2013—2014)
- Данил Осадчий — бас-гитара (2013), гитара (2013—2014), бэк-вокал (2013—2014)
- Игорь Хан — гитара, бэк-вокал (2014—2015)
- Валерий "Mr.DXP" Садовников — гитара, бэк-вокал (2015—2016)
- Валентин "Веня" Драгунов — гитара (2013, 2016 - 2017), бас-гитара (2014)
- Павел Белоусов — ударные (2014 - 2017)

## Дискография
| №   | Год  | Название релиза               | Тип релиза |
| --- | ---- | ----------------------------- | ---------- |
| 1.  | 2013 | Стирая память о тебе          | single     |
| 2.  | 2013 | ПБКН                          | single     |
| 3.  | 2013 | Вечный                        | single     |
| 4.  | 2014 | Ты снова одна                 | single     |
| 5.  | 2014 | Бигуди (Иван Дорн cover)      | single     |
| 6.  | 2014 | Lyapis Crew ТРУбьют vol.1     | VA album   |
| 7.  | 2014 | Идущий до конца               | single     |
| 8.  | 2014 | Е.Б.                          | single     |
| 9.  | 2015 | Игра (feat. Soya)             | single     |
| 10. | 2016 | Выход 21                      | single     |
| 11. | 2016 | Первый                        | LP, album  |
| 12. | 2017 | Союз Rock vol.3               | VA album   |
| 13. | 2017 | MF Starboy (The Weeknd cover) | single     |
| 14. | 2019 | Музыкой                       | single     |
| 15. | 2020 | Патриот (feat. Накипаю)       | single     |
| 16. | 2020 | Дикая жажда (feat. Sagath)    | single     |
| 17. | 2020 | Ч/Б                           | single     |

## Видеография
| №  | Год  | Название                | Тип релиза            |
| -- | ---- | ----------------------- | --------------------- |
| 1. | 2013 | Стирая память о тебе    | музыкальный видеоклип |
| 2. | 2014 | Ты снова одна           | музыкальный видеоклип |
| 3. | 2015 | Идущий до конца         | концертный видеоклип  |
| 4. | 2016 | Выход 21                | музыкальный видеоклип |
| 5. | 2017 | Никта                   | mashup-видео          |
| 6. | 2018 | Музыкой                 | концертный видеоклип  |
| 7. | 2019 | Музыкой                 | lyric video           |
| 8. | 2020 | Патриот (feat. Накипаю) | музыкальный видеоклип |

## Публикации в печатной прессе
- Рецензия на альбом «Первый» в журнале «Петербургский Музыкант» № 06-07(142).
- Рецензия на альбом «Первый» в журнале «Бункер».
- Рецензия на альбом «Первый» в журнале «ROCKCOR»
- Рецензия на альбом «Первый» в журнале «Atmosfear».
- Рецензия на альбом «Первый» в журнале «Артист»
- Интервью журналу «Петербургский Музыкант» № 09(143)
- Интервью журналу «Волшебный» № 7(319)
- Интервью журналу «ORzine» № 13(2017)
- Интервью журналу «Distortion» № 18(2018)
- ВСЕ ЗВЁЗДЫ. «901KM, Хороший Выдох и Хороший Коп» // ВСЕ ЗВЁЗДЫ : печатное. — 2016. — Октябрь (№ 23(453)).
- REDRUM. «СТИХИ. КИРИЛЛ КУЗНЕЦОВ: НИКТА и ВЕЧНЫЙ» // REDRUM : печатное. — 2017. — Март.